# Declaración conjunta católico-ortodoxa de 1965

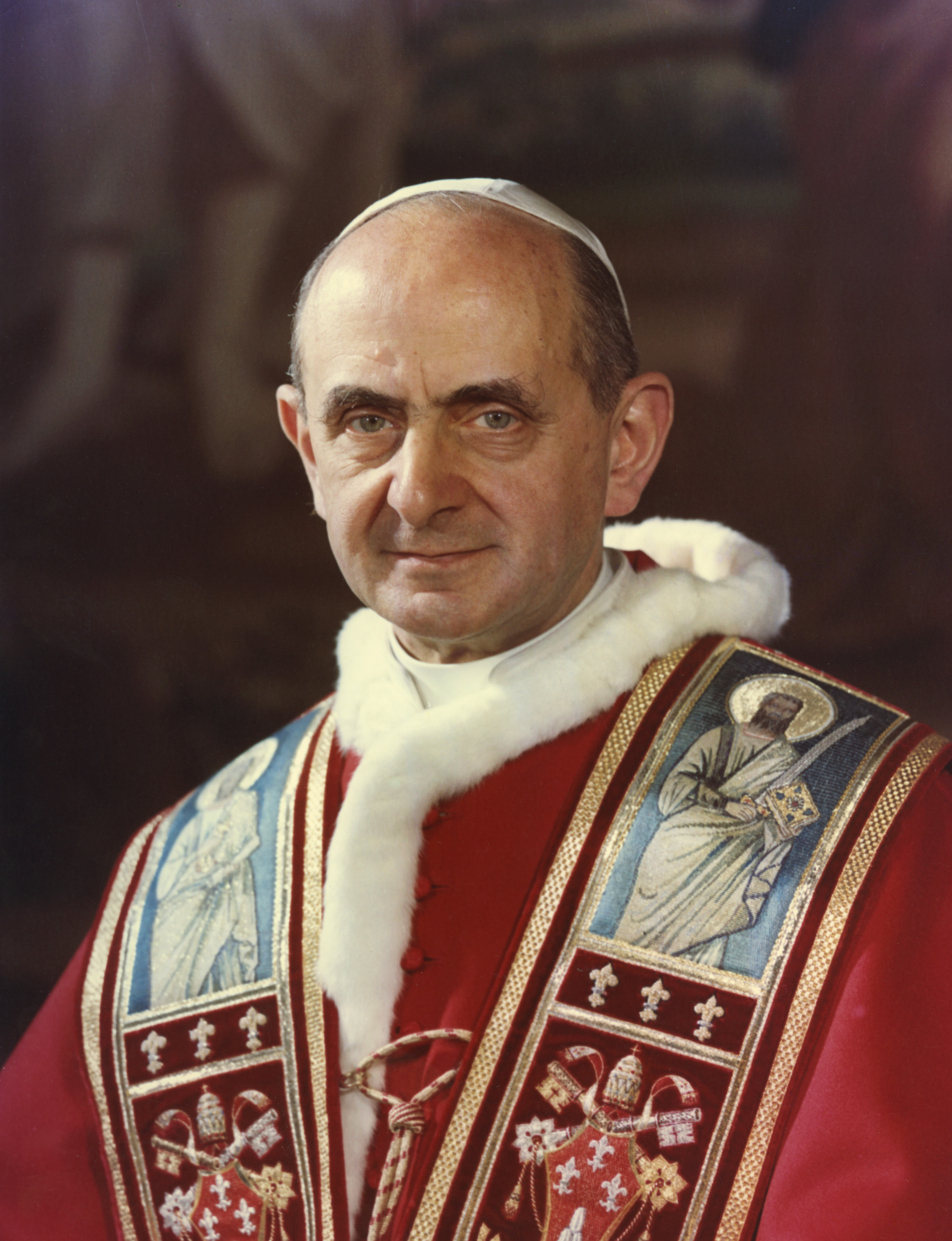
Paulus VI, papa en el año 1969

La Declaración Conjunta Católico-Ortodoxa de 1965 se leyó en voz alta el 7 de diciembre de 1965 simultáneamente en una reunión pública del Concilio Vaticano II en Roma y en una ceremonia especial en Estambul. Retiró el intercambio de excomuniones entre eclesiásticos de la Santa Sede y el Patriarcado Ecuménico de Constantinopla, acontecido por causa del comúnmente conocido como el Gran Cisma de 1054. No puso fin al cisma, pero mostró un deseo de una mayor reconciliación entre las dos iglesias, representada, en aquel entonces, por el papa Pablo VI y el patriarca ecuménico Atenágoras I. El documento y los textos que lo acompañan también se conocen como 'Tomos Agapes' ('Documento de amor').
Muchos ortodoxos reaccionaron negativamente a la declaración. El metropolitano Filaret de la Iglesia Ortodoxa Rusa en el Extranjero desafió abiertamente los esfuerzos del Patriarca por acercarse a la Iglesia católica, alegando que inevitablemente conduciría a la herejía, en su epístola de 1965 al Patriarca. Según los informes, los monjes del Monte Athos excluyeron a Atenágoras de sus oraciones diarias después de la declaración.